# Джон Вуд (старший)
Джон Вуд-старший (англ. John Wood, the Elder; 26 серпня 1704, Сомерсет, Англія — 23 травня 1754, Бат, Англія) — британський архітектор, прихильник ідей палладіанства. Яскравий представник георгіанської архітектури, у будівництві працював у стилі класицизму. Батько архітектора Джона Вуда-молодшого.

## Внесок в архітектуру
Джон Вуд-старший спроєктував і побудував багато будівель і цілі вулиці в приморському місті Бат на південному сході Англії, за що отримав прізвисько Батський.
Починаючи з 1724 року, Дж. Вуд спорудив в Баті Батський цирк, в якому нижній поверх прикрашають доричні колони, середній — іонічні, а верхній — коринфські; шпиталь Сент-Джон; будівлі Північного і Південного Параду та інші.
Крім цього, Джон Вуд-старший спроектував приміщення Бристольскої біржі (1740-43) та Міської ради Ліверпуля (1748). Багато будівель і споруд, зведених за проектами Вуда, були прикрашені масонською символікою.
Джону Вуду-старшому належить створення найточнішого для свого часу плану Стоунхенджа (був опублікований у 1740 році).

## Примітки

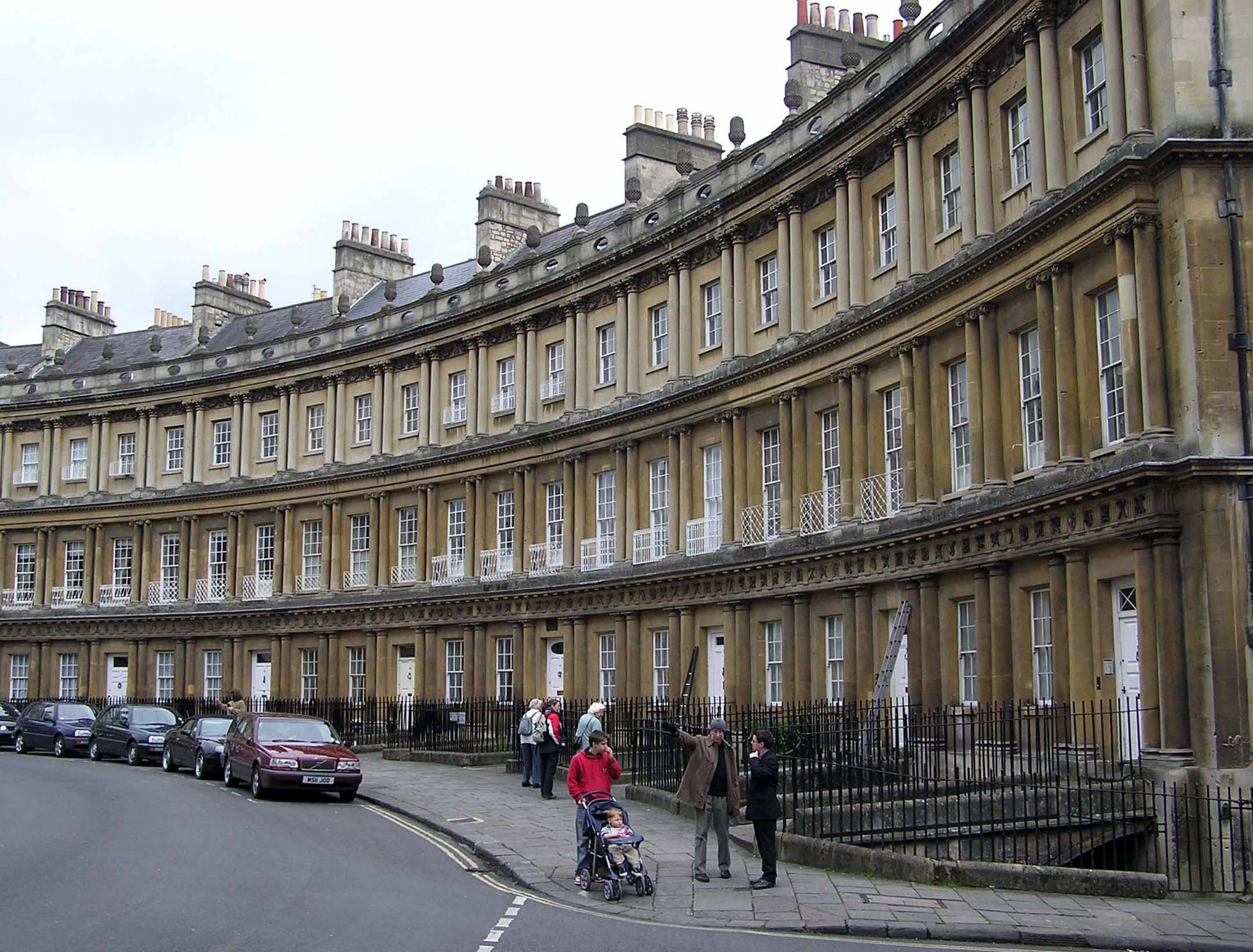
Батський цирк

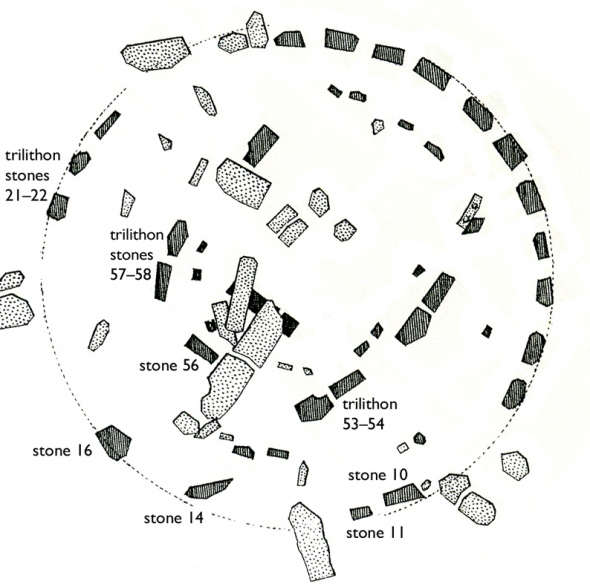
Частина плану Стоунхенджа, зробленого Джоном Вудом-старшим.